# Ndeutala Angolo

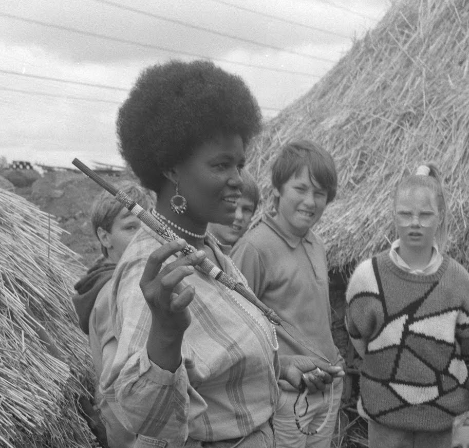
Ndeutala Hishongwe (1988)

Ndeutala Angolo, eigentlich Ndeutala Selma Hishongwe, geborene Ndeutala Angolo-Amutenya (* 1952 in Okalili, Südwestafrika), ist eine namibische Schriftstellerin und Aktivistin.
Ihr im Jahr 1986 erschienener Roman Marrying Apartheid wird als erster englischsprachiger Roman einer einheimischen Namibierin bezeichnet.
In den 1970er und 1980er Jahren lebte sie im Exil und engagierte sich in der Befreiungsbewegung SWAPO. In der Übergangsphase, kurz vor der Staatsgründung 1990, kehrte sie mit ihrer Familie nach Namibia zurück. Während des Exils schreib sie mehrere literarische und wissenschaftliche Werke. In Namibia bekleidete sie über 30 Jahre lang wichtige Posten in der nationalen Regierung.

## Kindheit und Ausbildung
Ndeutala Angolo wurde 1952 in Okalili, im Norden der heutigen Region Omusati im zentralen Norden Südwestafrikas geboren. Sie ist das zweite von sieben Kindern einer Farmerfamilie. Ihre Muttersprache ist Ndonga, ein Dialekt des Oshivambo.
Angolo wurde erst mit neun Jahren eingeschult. Sie besuchte eine weiterführende Schule in Oshigambo. Anschließend erlernte sie den Beruf der Krankenschwester und arbeitete in einem örtlichen Krankenhaus.
Schon im jungen Jahren schloss sie sich der Anti-Apartheid-Bewegung an.

## Exil
Im Jahr 1974 ging sie mit anderen Mitgliedern der SWAPO nach Sambia ins Exil, um sich dort dem namibischen Befreiungskampf anzuschließen; sie erhielt auch eine militärische Ausbildung.
Später schrieb sie sich an der Universität Stockholm und der Universität Växjö in Schweden ein. Sie erhielt durch Vermittlung der SWAPO ein Stipendium des Lutherischen Weltbunds. Im Jahr 1985 zog sie von Schweden nach Australien, um ein Studium der vergleichenden Pädagogik an der La Trobe University in Melbourne aufzunehmen, das sie 1988 mit einem Ph.D. abschloss.
Im Jahr 1989 waren Angolo, ihr damaliger Mann Hidino Hishongwa und ihre zwei Kinder unter den ersten Personen, die nach Südwestafrika zurückkehrten als feststand, dass Namibia seine Unabhängigkeit erlangen würde.

## Beruflicher Werdegang

### Als Autorin
Einige ihrer Bücher erschienen unter ihrem Ehenamen Ndeutala Hishongwa. Ein gemeinsames Thema in allen ihrer Werken ist die Verbindung zwischen der Unterdrückung der Frau und dem Kolonialismus, sowie zwischen Gleichstellung der Frau und der nationalen Befreiungsbewegung.
Ihr erstes Werk, Women of Namibia: The Changing Role of Namibian Women from Traditional Precolonial Times to the Present, erschien im Jahr 1983. Da es sehr wenig Informationen über die Situation der Frauen in Namibia gab, legte sie eigene Forschungen zugrunde.
Während ihres Australienaufenthalts erschien 1986 ihr Roman Marrying Apartheid. Die Protagonisten sind ein frisch verheiratetes Ehepaar im nordwestlichen Namibia, im damaligen Ovamboland. Das Buch kritisiert sowohl die Macht des Patriarchats als auch das koloniale Herrschaftssystem. Es zeigt die Verflechtung der häuslichen und der politischen Gewalt in einem von Apartheid beherrschtem Land auf. In der fiktionalen Handlung thematisiert Angolo Situationen, die sie in ihrer Jugend im nordwestlichen Namibia sowohl beobachtet als auch selbst erlebt hat.
Marrying Apartheid wird heute als der erste englischsprachige Roman einer Schwarzen namibianischen Frau hervorgehoben. Er wird als Wendepunkt in der Literaturgeschichte des neuen Staates betrachtet und diente anderen Autorinnen wie etwa Ellen Namhila und Neshani Andreas als Inspiration, um selbst zu schreiben. Die Philologin Netta Kornberg zählt den Roman zum Genre der testimonial literature (etwa: testmonialier Prosa), weil die Erzählung sowohl auf Tatsachen als auch auf subjektiven Erfahrungen fußt. Außerdem stellt Kornberg fest, dass der Roman verfasst wurde, um über die Ziele der laufenden Befreiungskampagne aufzuklären und sie zu fördern. Ein besonderes Merkmal der Handlung ist die scheinbare Machtlosigkeit und Verwundbarkeit der Protagonistin, der Ehefrau, die in einer vom Ehemann beherrschten Familienstruktur und einer Gesellschaft lebt, die auf Grundlage der Apartheid und einer Fremdsprache (Afrikaans) organisiert ist. Ihr wird als Frau die Chance verwehrt, ein selbstbestimmtes Leben zu führen ("female agency").
Ihr drittes Werk, The Contract Labour System and its Effects on Family and Social Life in Namibia: A Historical Perspective, wurde im Jahr 1992 veröffentlicht. Angelo zeigte auf, wie das geschlechtsbasierte System der Arbeitsmigration in Namibia, das in ihrer eigenen Kindheit eine Rolle spielte, maßgeblich zur gesellschaftlichen Zerrüttung führt.
1984 publizierte sie außerdem den Essay Bantu Education: A Tool For Development?.

### Staatsdienst
Von 1989 bis 2005, dem Ende seiner Amtszeit, hatte Angolo im Büro des Präsidenten Sam Nujoma den Posten des Staatssekretärs inne. Bis zu ihrer Rückkehr in das Büro des Präsidenten im Jahr 2012 war sie Ständiger Sekretär im Ministerium für Schutz und Sicherheit.

## Privatleben
Ndeutala Angolo war mit Hadino Hishongwa, einem Gründungsmitglied der SWAPO, späteren Diplomaten und Staatsminister, verheiratet und hat mit ihm zwei Kinder. Inzwischen ist das Ehepaar geschieden.

## Ehrungen
Eine Grundschule im Wahlkreis Otamanzi ihrer Heimatregion trägt den Namen Dr. Ndeutala Angolo.
Im Jahr 2014 erhielt sie vom Präsidenten den Excellent Order of the Eagle, Second Class für ihre diplomatischen Dienste.

## Schriften (Auswahl)
- Women of Namibia: The Changing Role of Namibian Women from Traditional Precolonial Times to the Present (1983)
- The migrant contract labour system and its effects on social and family life in Namibia : the case of Ovamboland (1983)
- Marrying Apartheid (1986)
- Comparative study of women's education in Namibia (1988)
- The Contract Labour System and its Effects on Family and Social Life in Namibia: A Historical Perspective (1992)